# Lepeophtheirus kabatai
Lepeophtheirus kabatai is een eenoogkreeftjessoort uit de familie van de Caligidae. De wetenschappelijke naam van de soort is voor het eerst geldig gepubliceerd in 1977 door Ho & Dojiri.